# SNRPD1
SNRPD1 (англ. Small nuclear ribonucleoprotein D1 polypeptide) – білок, який кодується однойменним геном, розташованим у людей на короткому плечі 18-ї хромосоми.  Довжина поліпептидного ланцюга білка становить 119 амінокислот, а молекулярна маса — 13 282.
| 10         |  | 20         |  | 30         |  | 40         |  | 50         |
| ---------- |  | ---------- |  | ---------- |  | ---------- |  | ---------- |
| MKLVRFLMKL |  | SHETVTIELK |  | NGTQVHGTIT |  | GVDVSMNTHL |  | KAVKMTLKNR |
| EPVQLETLSI |  | RGNNIRYFIL |  | PDSLPLDTLL |  | VDVEPKVKSK |  | KREAVAGRGR |
| GRGRGRGRGR |  | GRGRGGPRR  |  |            |  |            |  |            |

A: Аланін

D: Аспарагінова кислота

E: Глутамінова кислота

F: Фенілаланін

G: Гліцин

H: Гістидин

I: Ізолейцин

K: Лізин

L: Лейцин

M: Метіонін

N: Аспарагін

P: Пролін

Q: Глутамін

R: Аргінін

S: Серин

T: Треонін

V: Валін

Кодований геном білок за функцією належить до рибонуклеопротеїнів. 
Задіяний у таких біологічних процесах як процесінг мРНК, сплайсінг мРНК. 
Локалізований у цитоплазмі, ядрі.